# Bactericera cockerelli
Bactericera cockerelli, también conocido como el psílido de la patata, es una especie de psílido nativo del sur de América del Norte.  

## Distribución
Su área de distribución se extiende desde el norte de América del Sur hasta el noroeste del Pacífico estadounidense y partes de Manitoba, en Canadá. Esta especie se la encuentra restringida a la parte occidental del continente americano. 

## Importancia económica
Como sugiere su nombre, se la halla comúnmente en cultivos de papa y tomate, pero pueda afectar hasta unas 40 especies de plantas solanáceas y hasta 20 géneros. En general, se reconoce que los hospedantes reproductores están restringidos principalmente a las solanáceas, incluidas especies importantes de cultivos y malezas comunes, y algunas especies de convolvuláceas,y batatas. En algunas plantas, especialmente en la papa, la alimentación de las ninfas provoca una condición llamada amarillamiento psílido, que se presume que es el resultado de una toxina. Tanto las ninfas como los adultos pueden transmitir la bacteria Candidatus Liberibacter solanacearum, que provocan la enfermedad de la papa manchada o papa rayada.
En esta, los tubérculos suelen tener una decoloración que se vuelve más oscura durante la fritura de las patatas fritas. Esta enfermedad causa pérdidas muy significativas a los agricultores cuando ocurre, ya que las papas no son aptas para hacer papas fritas.
La plaga ha causado una pérdida significativa en el rendimiento de la papa durante los períodos de mayor aumento de la población. La pérdida máxima de rendimiento de papa parece estar relacionada con infestaciones que ocurren temprano en la temporada de crecimiento, o en cultivos con un dosel de hojas significativo para el verano. Los psílidos no son tolerantes al calor y se cree que sobreviven a las temperaturas del verano por la sombra producida por una buena cubierta de hojas en dosel durante el verano.
Las ninfas son muy pequeñas y discretas y se alimentan del envés de las hojas. Tanto las ninfas como los adultos se alimentan en el floema.
Durante mucho tiempo se pensó que estos psílidos migraban anualmente desde las regiones del sur de América del Norte hacia el norte, pero la evidencia más reciente indica que existen distintas poblaciones regionalmente.